# F. W. Papke

Der Inhaber F. W. Papke

Das Stammhaus von F. W. Papke am Wiener Mozartplatz (1908)

Faktura aus dem Jahre 1911

F. W. Papke war ein bedeutendes Unternehmen in der spezifisch wienerischen Branche der Ledergalanteriewaren und der Kunstbuchbinderei während der Monarchie. Das Unternehmen war für die Gediegenheit der Erzeugnisse bekannt. Das Unternehmen befand sich am Mozartplatz (Mozartgasse 4) im 4. Wiener Gemeindebezirk Wieden.

## Geschichte
1841 wurde das Unternehmen von Karl Papke, einem gebürtigen Greifswalder, errichtet und erzielte von Anbeginn bedeutende Erfolge. Es wuchs von Jahr zu Jahr, bis es zu dem Etablissement ausgestaltet wurde, als welches es damals in der ersten Reihe der Firmen dieser Branche stand. Sein Nachfolger als Firmenchef wurde sein Sohn F. W. Papke.
Durch zielbewusste kunstgewerbliche Tätigkeit verstand es F. W. Papke, seinen Erzeugnissen einen Weltruf zu verschaffen und so den Ruf der Wiener Kunstindustrie zu festigen. Seine Fabrikate wurden in die ganze Welt exportiert. Der vornehme Kunstkreis Pakpes, der aus aller Herren Ländern Aufträge erhielt, vergrößerte sich trotz aller Zollsätze von Jahr zu Jahr.
Für den persönlichen Gebrauch des Kaisers stellte Papke unzählige Arbeiten her, die die anerkennende Belobung des hohen Auftraggebers fanden. Papke war auch Kammerlieferant von Erzherzog Eugen. Die Prachtalben, die Hüllen für Adressen in stilvoller und künstlerischer Ausführung waren auch im Inland bekannt und hatten schon vielfach der ausländischen Konkurrenz als Muster gedient. Dafür beschäftigte er qualifizierte Mitarbeiter die die hochwertigen Produkte auf einem künstlerischen Niveau herstellten.
Um 1893 wurde das Etablissement in seinem damaligen Wohnort im eigenen Hause mit allen Erfordernissen und Errungenschaften modernster Technik eingerichtet, so dass sich die Firma F. W. Papke am Mozartplatz, neben dem Johann Strauß-Theater, als eine der ersten Firmen dieser Branche repräsentierte.
Papke wurde auf der Weltausstellung 1873 in Wien prämiiert. Er erhielt ein Anerkennungs-Diplom für Verdienste um das Kunstgewerbe, die silberne Medaille bei der Ausstellung 1894 in Paris und bei der Ausstellung in Antwerpen 1894.